# کشتار بی‌گناهان (فیلم)
«کشتار بی‌گناهان» (انگلیسی: Slaughter of the Innocents) یک فیلم دلهره‌آور به کارگردانی جیمز گلیکنهاوس است که در سال ۱۹۹۳ منتشر شد. از بازیگران آن می‌توان به اسکات گلن، کوین سوربو، آرون اکهارت، لیندن اشبی، دارلن فلوگل و سوزانا تامپسون اشاره کرد.